# Telmatactis cylicodes
Telmatactis cylicodes är en havsanemonart som först beskrevs av Bourne 1918.  Telmatactis cylicodes ingår i släktet Telmatactis och familjen Isophelliidae. Inga underarter finns listade i Catalogue of Life.